# Reformierte Kirche (Rüti bei Lyssach)

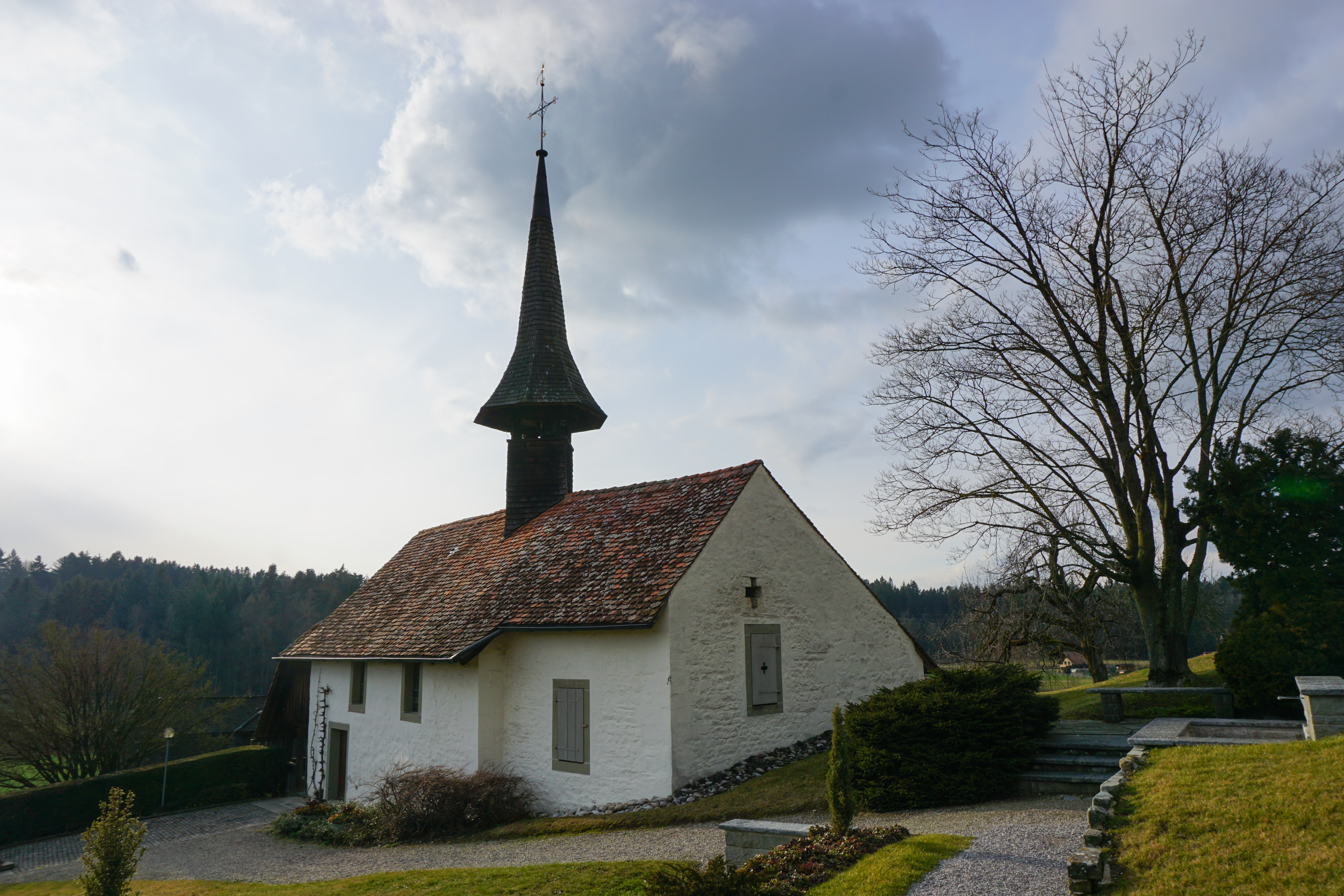
Das Kirchlein von Rüti

Die Reformierte Kirche Rüti ist eine kleine Dorfkirche in Rüti bei Lyssach und eine Filialkirche der  evangelisch-reformierten Kirchgemeinde Kirchberg BE.

## Geschichte
Zur Entstehungszeit der Kirche sind gibt es bisher keine schriftlichen Nachweise. Erstmals wurde 1275 in einem Verzeichnis sämtlicher Kirchen des Bistums Konstanz ein Leutpriester von Rüti erwähnt, dessen Jahreseinkommen von nicht mehr als sechs Mark Silber, ihm Steuerfreiheit erlaubte. Vermutlich war ein lokaler Adeliger der Stifter und Bauherr der Kirche. 1242 wird in einer Urkunde Berchtold von Rüti erwähnt, welcher Dompropst von Solothurn und 1275 Inhaber der Pfarreien Kirchberg BE, Koppigen, Wynigen, Oberburg BE, Steffisburg und Kirchlindach war. Wahrscheinlich war die Familie von Rüti die Stifterin der Kirche, die folglich Ende 12. Anfang 13. Jahrhundert entstanden ist. Seit ihrer Entstehung bis 1874 bildete Rüti eine eigene Kirchgemeinde, die allerdings nur bis zur bernischen Reformation von 1528 einen eigenen Pfarrer besass. Danach besorgte 410 Jahre lang, von 1528 bis 1938, der in Kirchberg wohnende Claßhelfer (Pfarrhelfer) von Burgdorf mehr oder weniger zuverlässig die kirchlichen Dienste. Nach der Einrichtung einer zweiten Pfarrstelle, gingen die seelsorgerischen Pflichten 1938 an Kirchberg über.
Der Kirchensatz wurde 1350 von Cuno am Ort, Burger von Burgdorf, samt einem Hof zu Rüti und 4 Jucharten Land an Johann von Aarwangen für 420 Pfund verkauft. Acht Jahre später verkaufte dieser dasselbe zum gleichen Preis an Peter Fries von Solothurn, Burger zu Bern. Das Patronatsrecht erhielt 1360 als Schenkung das Deutschordenshaus in Bern und 1485 nach dessen Aufhebung, das Vinzenzenstift des Berner Münsters. Nach der Reformation 1528 fiel es an die Stadt und Republik Bern. Daran erinnert der Palmzweig als Attribut des Heiligen Vinzenz im Gemeindewappen. Am 15. Mai 1874 ging die Kirche mit Umschwung, Begräbnisplatz und allen beweglichen Gütern per Vertrag an die Kirchgemeinde Kirchberg. Danach wurde der Friedhof an die Einwohnergemeinde Rüti übertragen und 1898 verkauften die neuen Eigentümer der Kirche die Abendmahlsgeräte wegen Nichtgebrauchs an einen Altwarenhändler. Das Kirchlein ist nach mehreren Renovationen aktuell in einem guten Zustand und ist vor allem für Trauungen beliebt.

## Beschreibung

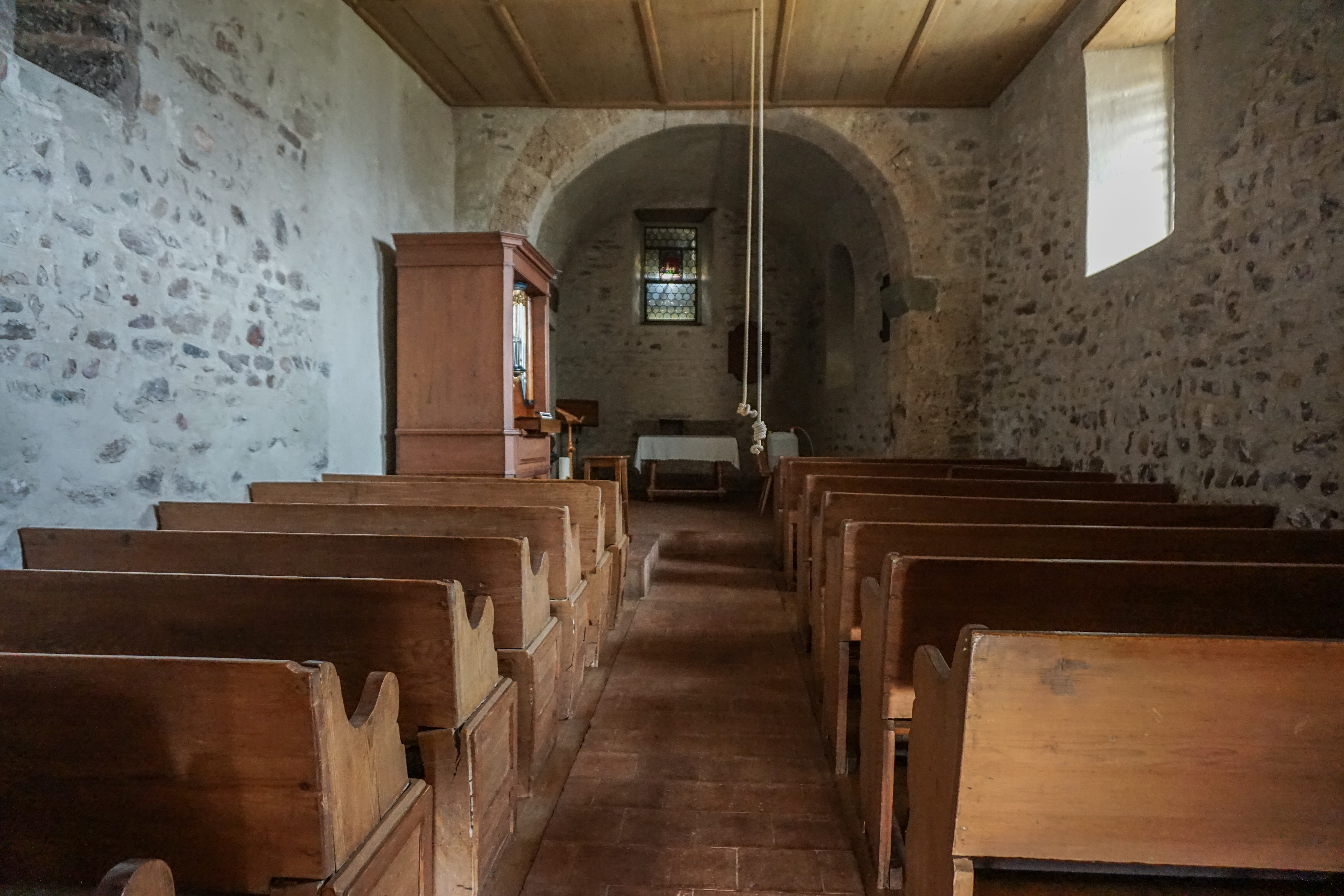
Das Innere der Kirche

Auf einem Hügelsporn gut sichtbar über den wenigen Häusern des Ortes steht das Kirchlein mit der hölzernen Vorhalle gegen das Tal ausgerichtet. Ein mit Holzschindeln verkleideter Dachreiter für zwei Glocken steht in der Mitte des Dachfirstes. Im Inneren zeigt sich ein Kirchenraum mit eingezogenem Chor, der an der Nordseite eine Ausbuchtung aufweist, die auf eine kleinere Kapelle als Vorgängerbau schliessen lässt. Durch die Anordnung der Mauern und Fenster kann von mehreren Bauphasen ausgegangen werden. An der Nordwestseite wurde 1703 ein Aufenthaltsraum für den Pfarrer und die Taufleute angebaut. Eine kleine Empore ist neben der Pforte an der Südseite zugänglich. Das unterhalb der Kirche stehende Gebäude wurde früher als Pfarrhäuschen bezeichnet, heute befindet sich darin ein Gemeinderaum.

### Ausstattung
Unter dem Tonplattenboden ist eine Fussbodenheizung installiert. Daneben besteht die karge Ausstattung aus alten Holzbänken, in denen etwa 50 Personen Platz finden. Die ersten Schliffscheiben mit Wappen zweier Burgdorfer Schultheissen von 1752 und 1753 befinden sich seit 1880 im Rittersaal in Burgdorf. Seit den dreissiger Jahren sind wieder vier gestiftete Wappenscheiben in den Butzenglasfenstern eingefügt. 

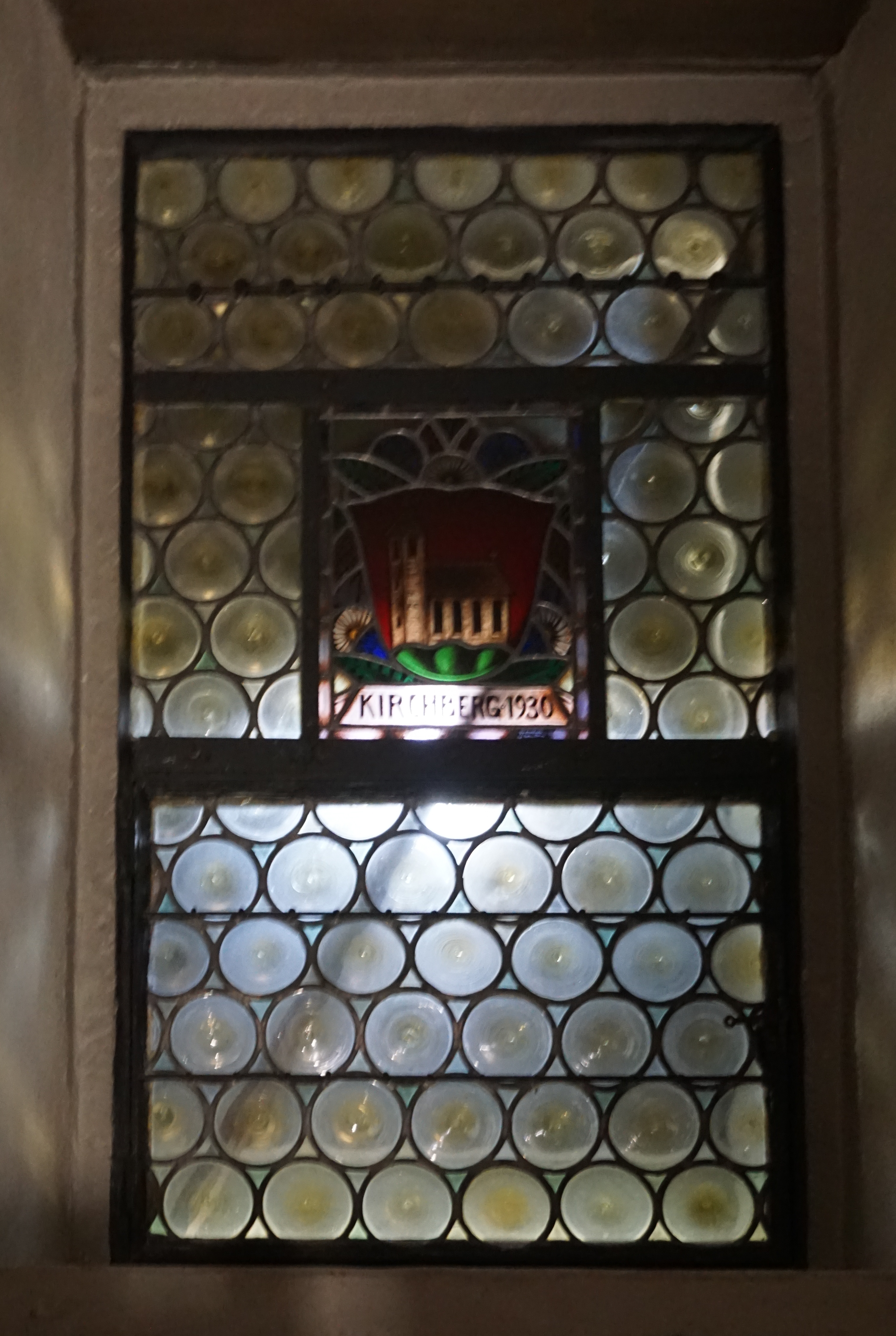
Stifterwappen von Kirchberg 1930
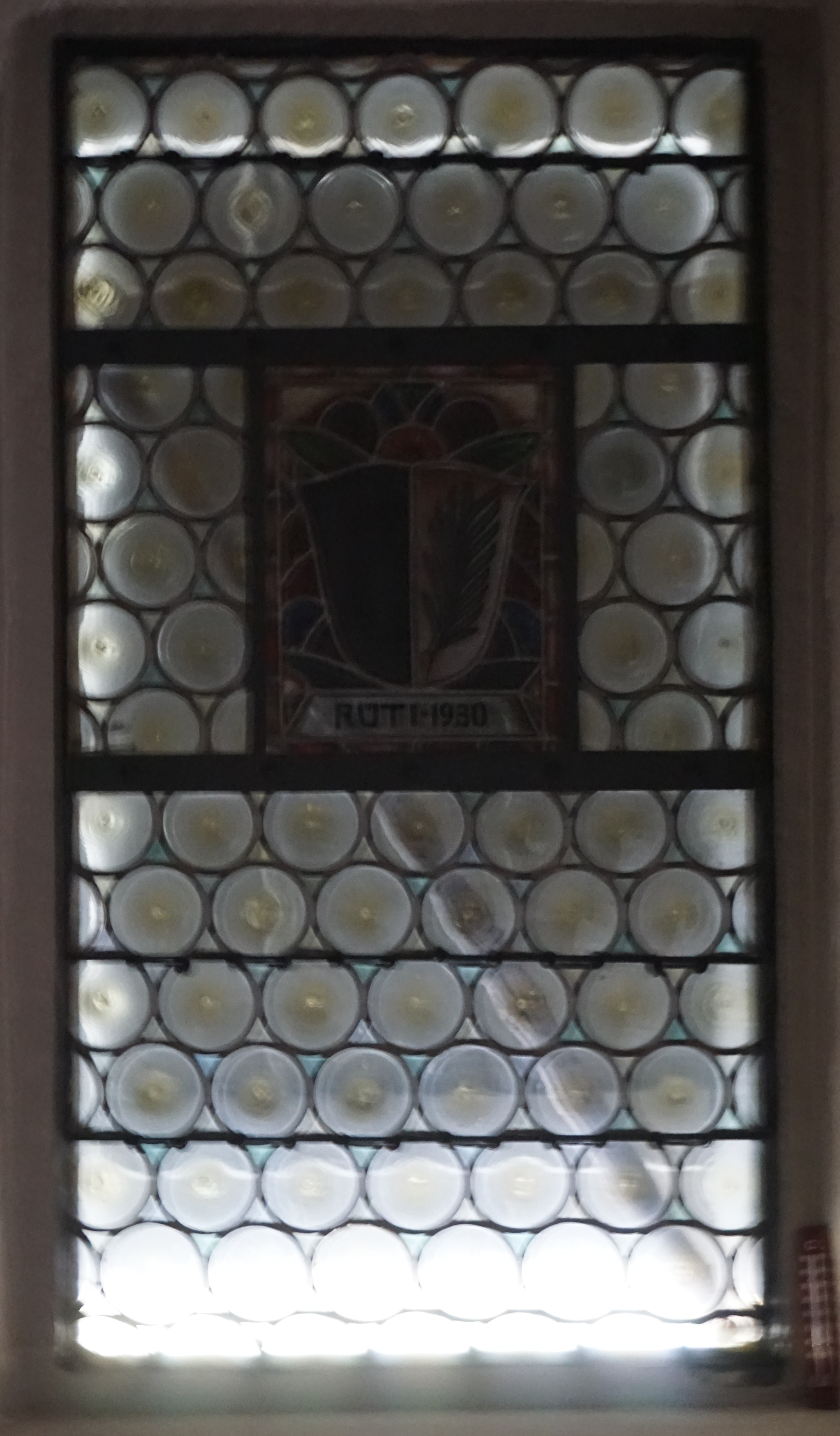
Stifterwappen von Rüti 1930
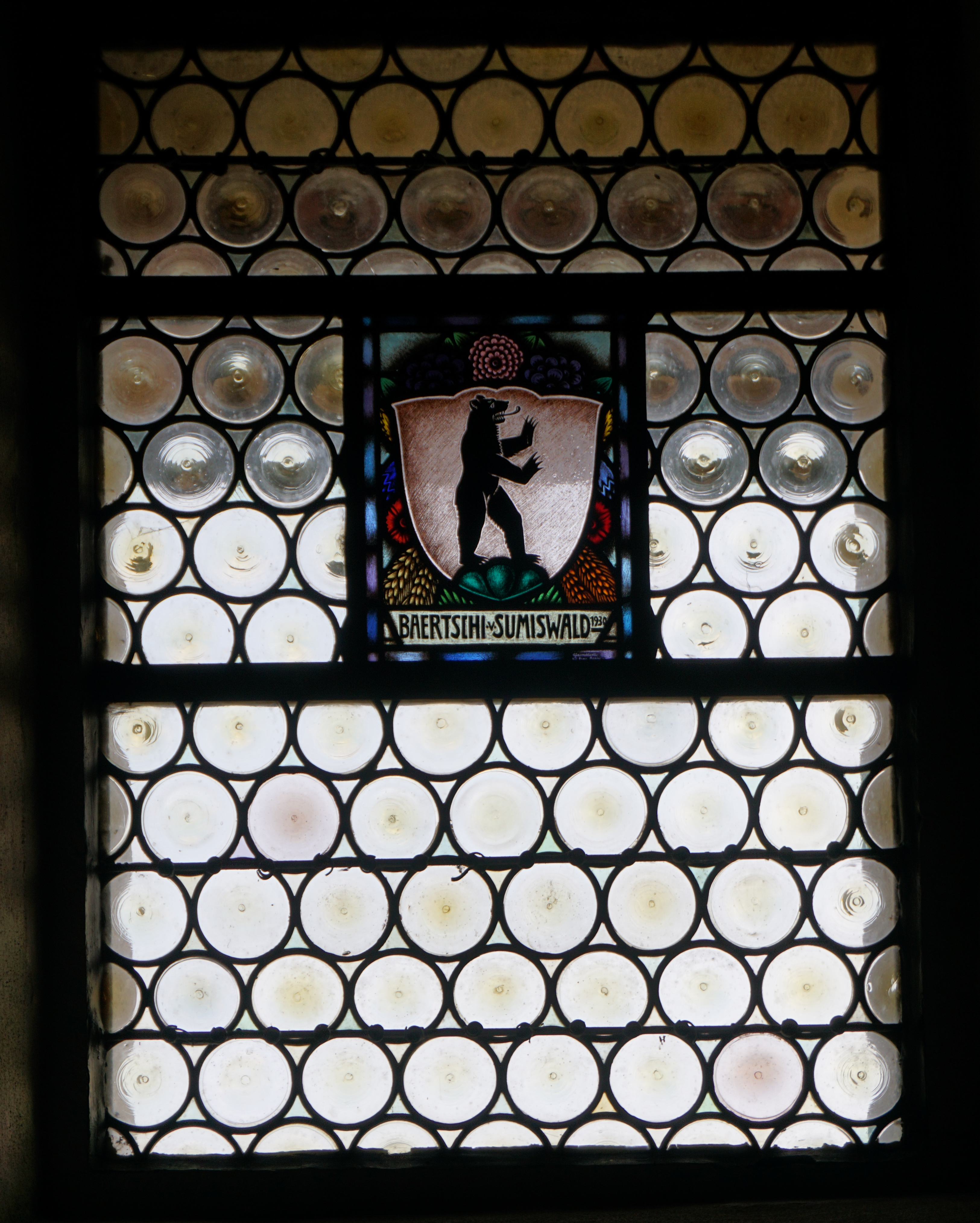
Stifterwappen Baertschi v. Sumiswald 1930
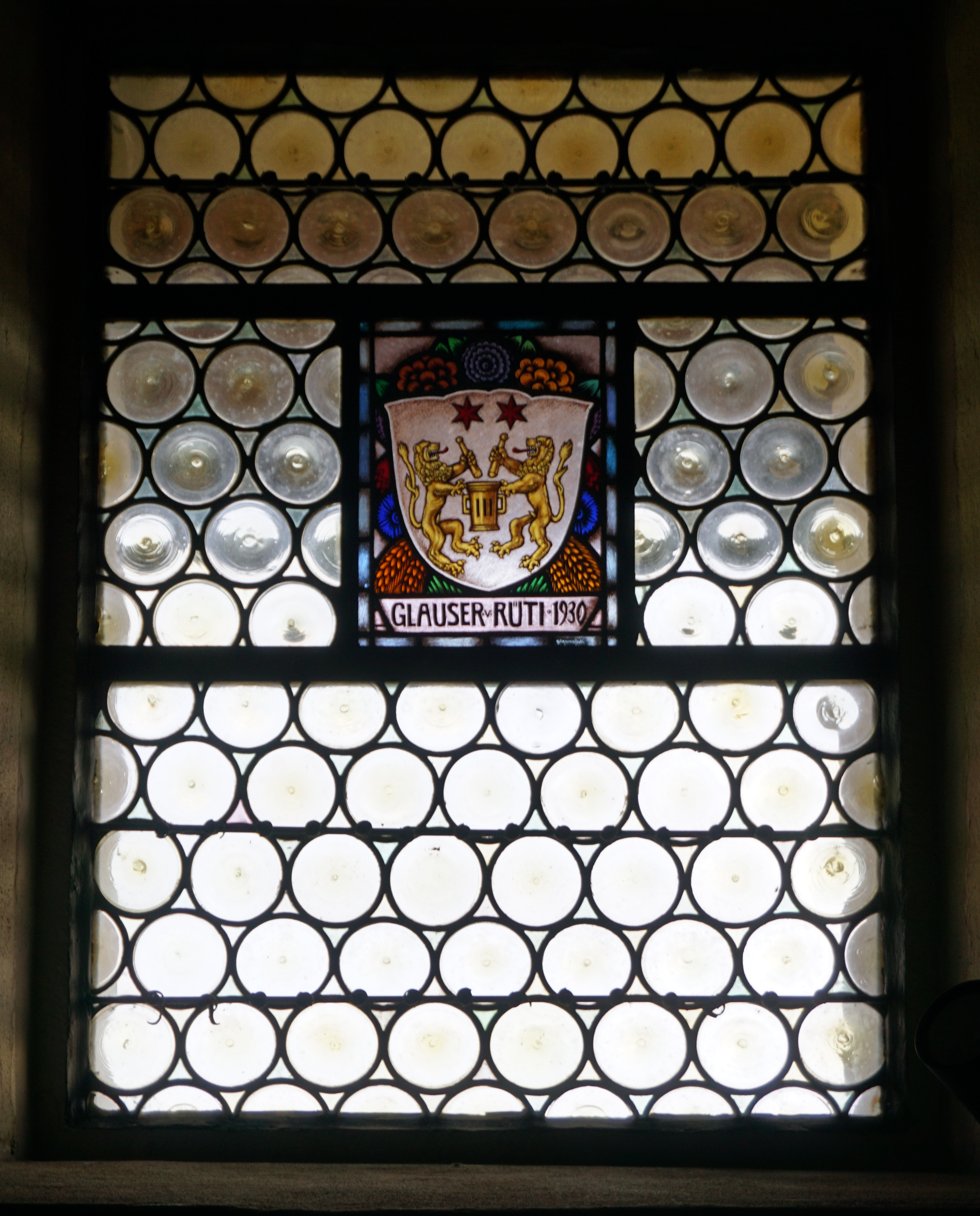
Stifterwappen Glauser v. Rüti 1930

## Orgel

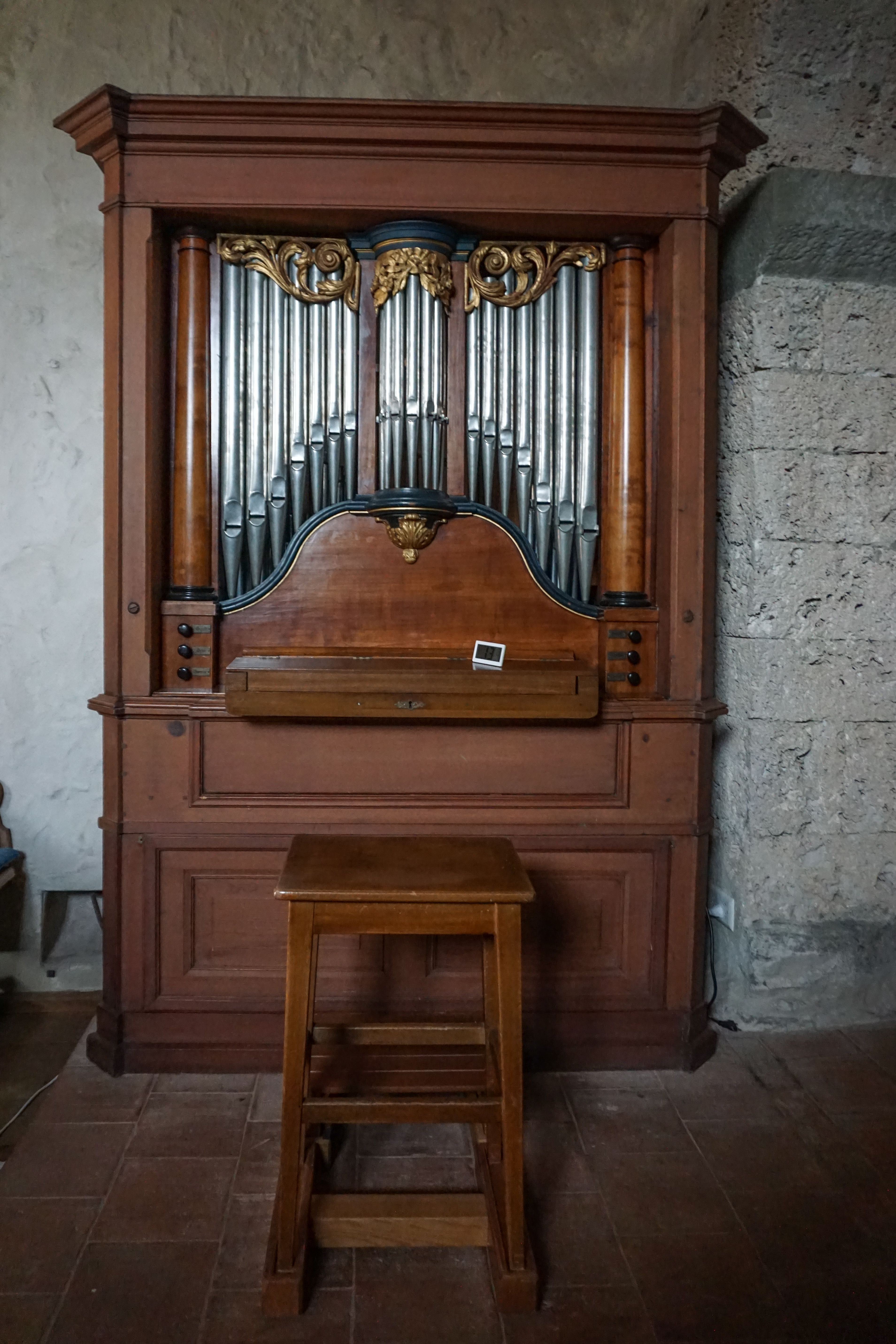
Orgel der Kirche

Die kleine Orgel aus dem 19. Jahrhundert mit einem Manual und sechs Registern hat eine mechanische Spiel- und Registertraktur. Die Windlade ist als Schleiflade ausgeführt.
Die Disposition lautet: 
| I Manual C–e3    |               |
| Praestant (ab a) | 8′            |
| Gedackt          | 8′            |
| Prinzipal        | 4′            |
| Oktave           | 2′            |
| Quinte           | 1 ⁄3′         |
| Superoktave      | 1′ (2′ ab c1) |

## Glocken

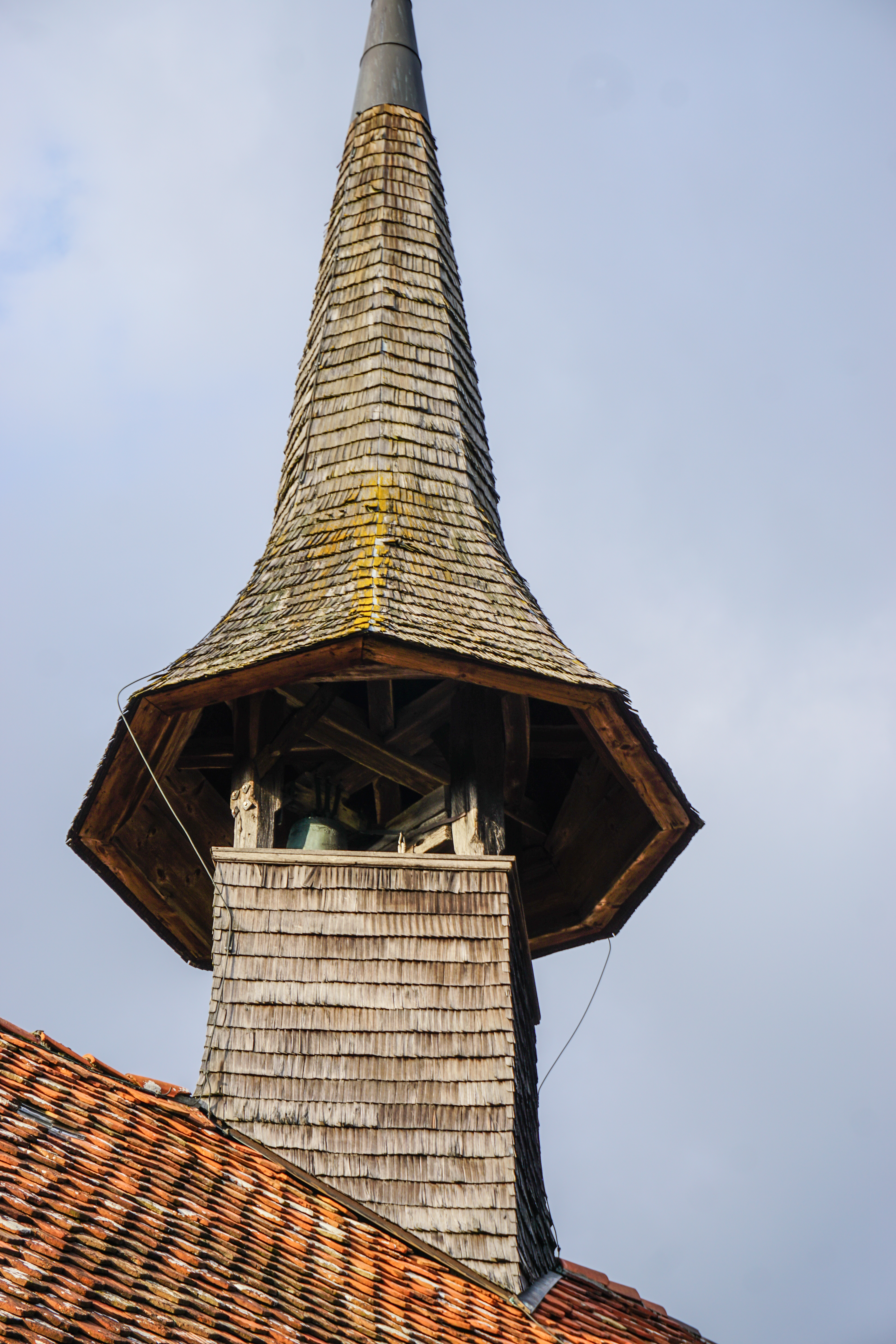
Dachreiter mit zwei Glocken

Infolge eines Blitzschlags stürzten 1666 die zwei Glocken vom Türmchen, ohne Schaden zu nehmen. 1711 wurde eine der Glocken aus dem Kirchturm gestohlen und danach durch eine grössere ersetzt. Sie trägt als Erinnerung an das Unheil die Inschrift: 
«Im taussd sib hundert eilfften Jahr

ich ganz von new gegossen war,

weil d'Kilchen-Gmeind ersetzen wollte

das von den Dieben Weggeholte.

Das(s) zu dem Wort ich ruffte fein,

wolt ich größer gegossen sein.»
Die Glocken werden noch immer von Hand geläutet.